# Seznam.cz

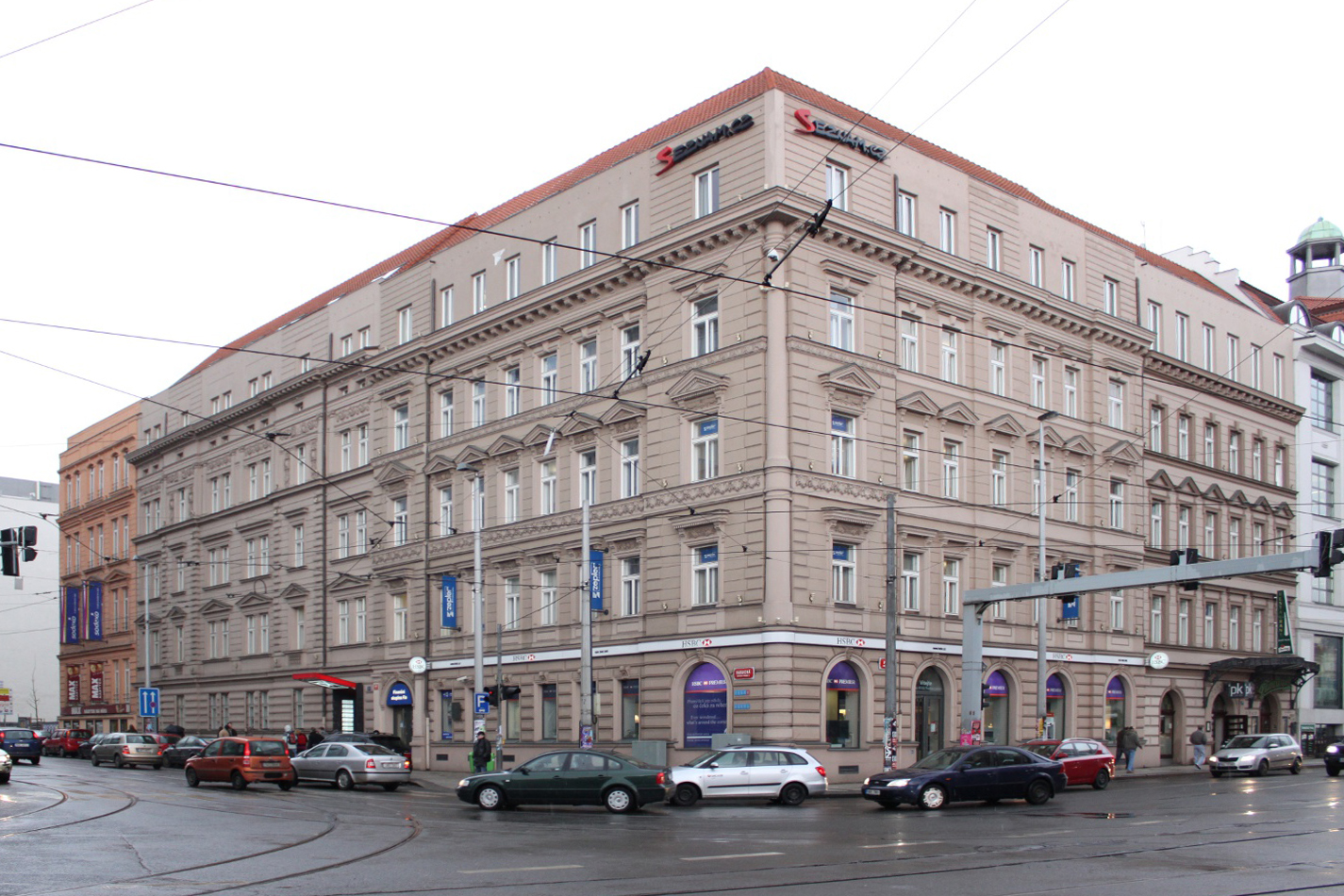
Штаб-квартира Seznam.cz у Празі

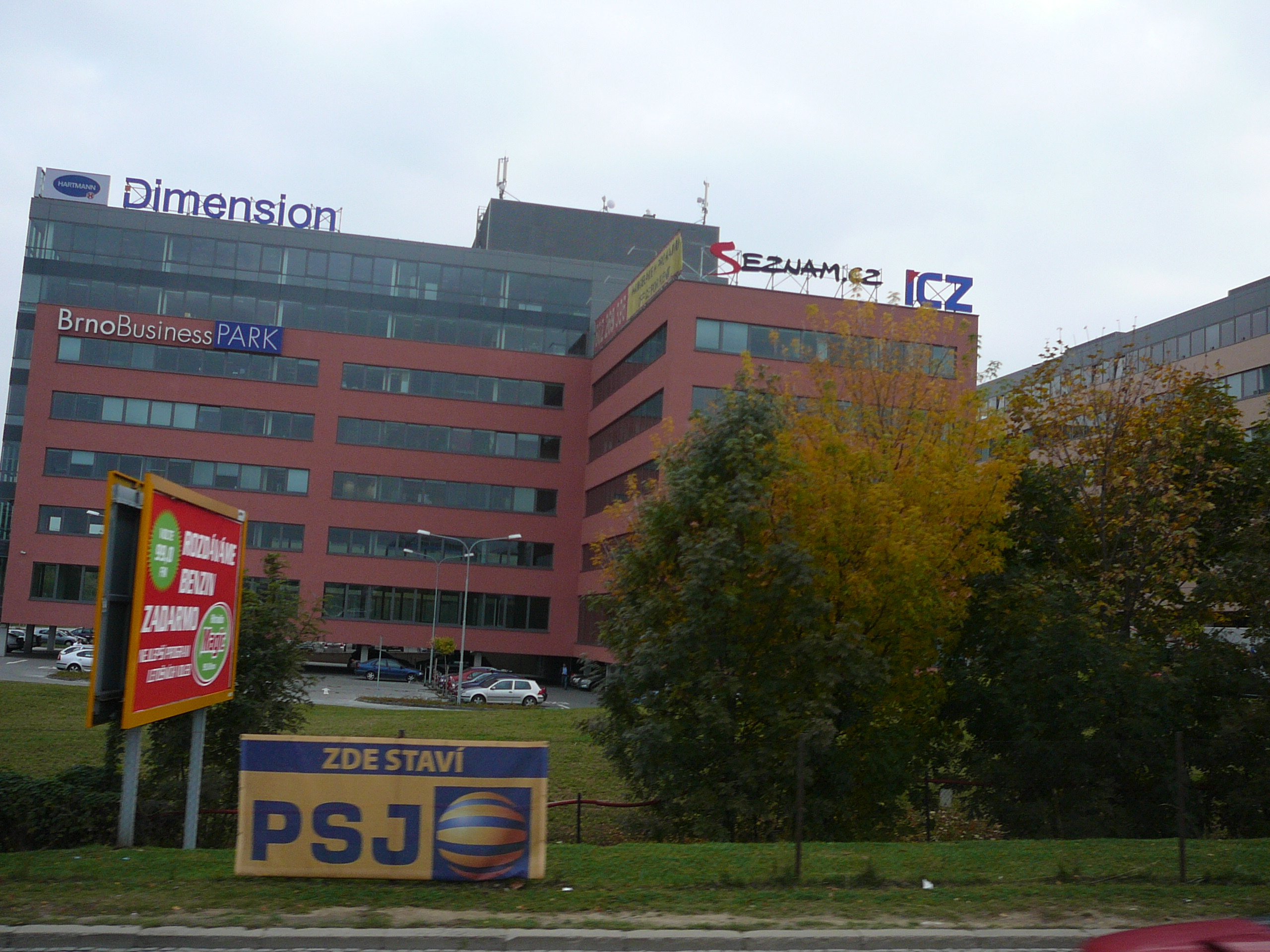
Відділення Seznam.cz у Брно- Штрижице

Seznam.cz (у перекладі Список або каталог) — вебпортал та пошукова система в Чехії.

## Історія
Seznam.cz, заснований Іво Лукачовичем у Празі у 1996 році. Вебпортал розпочав свою діяльність з пошукової системи та Інтернет-версії жовтих сторінок. Сьогодні Seznam пропонує майже 30 різних вебсервісів та пов'язаних брендів. Наприкінці 2014 року на цьому вебпорталі було понад 6 мільйонів реальних користувачів. Серед найпопулярніших сервісів, за даними NetMonitor, є його домашня сторінка seznam.cz, email.cz, search.seznam.cz та жовті сторінки firmy.cz. Іво Лукачович розпочав свій бізнес із накопичених 50 000 крон. У 1998 році Seznam додав електронну пошту до свого портфоліо, облікові записи електронної пошти працювали в домені @ seznam.cz.
З 2001 року «Список» (так перекладається українською назва порталу) включає фінансові, соціальні та політичні новини, телепрограми, прогнози погоди, словники, карти та послуги громад.
На чеському ринку Seznam.cz до 2008 року конкурував з порталами Centrum.cz та Atlas.cz. Ці два портали, попри злиття у 2008 році, вже не здатні найближчим часом подолати Seznam.cz. Зараз найбільшим конкурентом Lista є глобальна компанія Google, особливо в області повнотекстового пошуку.
Станом на травень 2012 року, за результатами рейтингу Toplist, портал був другою пошуковою системою Інтернету в Чехії (42,84 %), а Google займав перше місце (54,69 %). До серпня 2014 року, як свідчить статистика Toplist, частка Seznam.cz пошукових запитів зменшилась до 38 %.
У період з 2011 по 2012 рр. гасло вебпорталу:Список — я знаходжу там те, що шукаю. Його сучасне гасло: Список — я знаходжу там те, чого не знаю).

## Акціонерне товариство
У 2000 році шведська компанія вебпорталу Spray International інвестувала в Seznam.cz., який став акціонерним товариством. До 2000 року вебпортал був бізнесом Лукачовича. Точні цифри не відомі, оскільки чиновники Лукачовича та Списку ніколи не оприлюднювали жодних подробиць про інвестиції.  Однак підтверджено те, що Іво Лукачович утримав принаймні 70 % акцій Seznam.cz після інвестицій. 
До 2003 року Seznam використовував повнотекстовий механізм від чеської компанії Jyxo; однак у 2005 році Seznam замінив цю пошукову систему власною технологією.
У 2006 році Seznam перемістив свою штаб-квартиру з празького Коширже до більш відомого місця в празькому Анделі. Того року Іво Лукачович відмовився від повсякденного ділового напрямку «Seznam.cz», а Павло Зіма став генеральним директором.
Seznam придбав 50 % чеської компанії Global Inspiration, що працює з відеопорталом Stream.cz, подібним до глобального YouTube у 2007 році. Компанія Lycos отримала від цієї операції понад 1,7 млрд. Крон. 
З 2016 року Seznam.cz веде власні інтернет-новини Seznam Zprávy. З 2018 року він транслює власне телебачення Televize Seznam.

## Список послуг
| Обслуговування             | Опис                       |
| -------------------------- | -------------------------- |
| Firmy.cz                   | компанії                   |
| Horoskopy.cz               | гороскопи                  |
| Hry.cz                     | ігор                       |
| Lidé.cz                    | Люди                       |
| Spolužáci.cz               | однокласники               |
| Mapy.cz                    | карти                      |
| Novinky.cz                 | м'які новини               |
| Sport.cz                   | спорт                      |
| Super.cz                   | таблоїд                    |
| Stream.cz                  | оригінальний відеовміст    |
| Počasí.cz                  | погода                     |
| Proženy.cz                 | для жінки                  |
| Список.cz Електронна пошта | електронною поштою         |
| Sdovolena.cz               | канікули, поїздки          |
| Porovnej24.cz              | порівняння послуг          |
| Spráce.cz                  | сервер роботи              |
| Sbazar.cz                  | б / у товари               |
| Список ПОРАДА              |                            |
| Домашня сторінка Список    |                            |
| Sreality.cz                | нерухомість                |
| Zboží.cz                   | порівняння цін на товари   |
| sAuto.cz                   | нові та вживані машини     |
| sKlik                      | реклама (як adSense)       |
| Список повного тексту      |                            |
| Список Словник             | словник                    |
| Seznam.cz prohlížeč        | власний браузер            |
| Телепрограма               | телевізійна програма       |
| Список Zprávy              | (важкі) новини             |
| Список Televize            | власний телевізійний потік |

## Рейтинг
Seznam.cz використовує власну шкалу рейтингу вебсторінок, яка називається S-Rank. Це схоже на PageRank з діапазоном від 0 до 10.